# Уильям де Моубрей
Уильям де Моубрей (англ. William de Mowbray; ок. 1173 — ок. 1222) — английский аристократ, барон Моубрей, старший сын Найджела (II) де Моубрея от брака с Мабель. Уильям участвовал в Первой баронской войне, был одним из двадцати пяти баронов, назначенных исполнителями Великой хартии вольностей.

## Биография
Уильям был старшим сыном Найджела де Моубрея, владевшего обширными владениями в Йоркшире и Линкольншире с центром в Аксхольме. Происхождение матери Уильяма точно не установлено. В одном из документов она названа «дочерью Эдмунда, графа Клера», однако надёжно идентифицировать данного графа не удалось.
Вероятно Уильям родился около 1173 года. Его отец и дед отправились в Третий крестовый поход, во время которого и умерли, после чего Уильям унаследовал их владения. Оммаж за земли он принёс в 1194 году, при выплате рельефа в 100 фунтов. Почти сразу же после этого Уильяма обязали уплатить такую же сумму в качестве щитового сбора, объявленного для того, чтобы собрать необходимый для освобождения короля Ричарда I выкуп, причём сам Уильям был одним из заложников для гарантии выплаты выкупа.
В 1197 году Уильям был свидетелем договора, заключённого во Фландрии.
После смерти Ричарда I Уильям воспользовался неразберихой, возникшей из-за претензий Иоанна Безземельного, брата покойного короля, на корону, чтобы укрепить свои замки. Но после вступления Иоанна на престол Уильям, как и другие английские бароны, присягнул новому королю на верность под обещания, которые от своего имени дали архиепископ Хьюберт Уолтер, юстициарий Джефри Фиц-Питер и граф Уильям Маршал. Вероятно, Уильям за свою клятву в начале 1200 года был освобождён от щитового сбора.
Когда Уильям де Статевиль возобновил старые претензии своего рода на Фронтебёф, находившийся под управлением Моубреев, проигнорировав, таким образом, договор, заключённый ещё его отцом с Роджером де Моубреем, дедом Уильяма, Моубрей подарил королю 3 тысячи марок. После этого король и большой королевский совет вынесли новое компромиссное решение: Статевилю пришлось принять сборы 9 рыцарей и ренту для полного удовлетворения требований противников. В итоге обе стороны собрались в загородном доме епископа Линкольна, где они и помирились.
Во время событий 1215 года, которые привели к Первой баронской войне, Уильям был одним из видных противников короля. Он был назначен одним из двадцати пяти исполнителей Великой хартии вольностей. Его заботе был поручен замок Йорк. Он участвовал в составе армии Людовика Французского, приглашённого мятежными баронами в Англию и провозглашённого королём, в битве при Линкольне 20 мая 1217 года. Битва баронами была проиграна, а сам Уильям попал в плен. Его владения были переданы Уильяму Маршалу-младшему. Чтобы вернуть их, Уильям был вынужден уступить Хьюберту де Бургу манор Банстед в Суррее, после чего в сентябре того же года был восстановлен в правах.
В 1218 году умер бездетным Роджер де Моубрей, младший брат Уильяма, и Уильям унаследовал его владения.
В январе 1221 года Уильям помогал Хьюберту де Бургу в изгнании своего бывшего соратника Уильяма Омальского из его последнего оплота в Байтеме в Линкольншире.
Уильям основал капеллу св. Николая с часовней в Терске, а также поддерживал дарами основанный своим дедом Ньюбургский монастырь. Он умер около 1222 года в Аксхольме и был похоронен в Ньюбургском монастыре. От брака с Агнес, которая, вероятно, была дочерью его родственника Уильяма III д’Обиньи, 2-го графа Арундела, Уильям оставил двух сыновей. Старший из них, Найджел (III), унаследовал после смерти отца его владения, но умер бездетным, после чего владения Моубреев унаследовал его младший брат Роджер (II).

## Брак и дети
Жена: Агнес д’Обиньи — вероятно, дочь Уильяма III д’Обиньи, 2-го графа Арундела, от брака с Матильдой де Сен-Хилар.
Дети:
- Найджел (Нигель, Нел) (III) де Моубрей (ум. 1230), барон с ок. 1222
- Роджер (II) де Моубрей (ум. ок. ноября 1266), барон с 1230